# Будівництво 883 і ВТТ
Будівництво 883 і ВТТ — підрозділ системи виправно-трудових установ ГУЛАГ, оперативне керування якого здійснювало Головне Управління таборів промислового будівництва (ГУЛПС).
Час існування: організований між 06.06.46 і 09.09.46 ;

закритий 27.02.48 (27.02.48 СУ 883 влито до складу СУ 896 на правах р-ну, мабуть, і ВТТ в цей же час був влитий в ВТТ Буд-ва 896).
Дислокація: Узбецька РСР, м.Чирчик

## Виконувані роботи
- буд-во цеху «Г» на Чирчикському електромех. комб. (цех випускав важку воду для ядерних реакторів)

## Чисельність з/к
- 01.10.46 — 1687,
- 01.01.47 — 2098,
- 01.01.48 — 2520